# Werlaburgdorf
Werlaburgdorf är en ortsteil i kommunen Schladen-Werla i Landkreis Wolfenbüttel i förbundslandet Niedersachsen i Tyskland. Werlaburgdorf var en kommun fram till 1 november 2013 när den uppgick i Schladen-Werla. Kommunen Werlaburgdorf hade 739 invånare 2013.